# Contarinia avenae
Contarinia avenae är en tvåvingeart som beskrevs av Jean-Jacques Kieffer 1901. Contarinia avenae ingår i släktet Contarinia och familjen gallmyggor. Inga underarter finns listade i Catalogue of Life.